# 북문대로
북문대로(北門大路, Bukmun-daero)는 광주광역시 북구 운암동 동운고가 북단 교차로와 광산구 비아동을 잇는 광주광역시의 도로이다. 동문대로, 서문대로, 남문로와 함께 광주로 진입하는 4대 관문 역할을 하는 도로이며 북광주 방향 진입도로이기 때문에 '북문'이라는 명칭이 붙었다.

## 연혁
- 2009년 7월 10일 : 2개 이상 시·도에 걸쳐 있는 도로로 북문대로를 고시[1]

## 주요 경유지
광주광역시
- 북구 - 광산구

## 노선
전 구간 국도 제1호선에 속하기 때문에 이 노선에 대한 별도 표기는 생략한다.
| 이름                    | 접속 노선                                               | 소재지     | 소재지                     | 비고 |
| ----------------------- | ------------------------------------------------------- | ---------- | -------------------------- | ---- |
| 동운고가 교차로 (북단)  | 국도 제1호선 (죽봉대로) 서암대로 대자로 비엔날레로      | 광주광역시 | 북구                       |      |
| 운암사거리              | 광주광역시도 제95호선 (하서로) (화운로)                 | 광주광역시 | 북구                       |      |
| 예술고 교차로           | 광주광역시도 제54호선 (서강로)                          | 광주광역시 | 북구                       |      |
| 동림지구앞 교차로       | 동림용산로 북문대로201번길                              | 광주광역시 | 북구                       |      |
| (동림 교차로)           | 국도 제13호선 (빛고을대로)                              | 광주광역시 | 북구                       |      |
| 산동교                  |                                                         | 광주광역시 | 북구                       |      |
| 광산구                  |                                                         | 광주광역시 |                            |      |
| 신창 교차로             | 장신로                                                  | 광주광역시 |                            |      |
| 첨단 교차로             | 신창로                                                  | 광주광역시 |                            |      |
| 산월 나들목             | 25호선 호남고속도로 제2순환로 첨단월봉로                | 광주광역시 | 호남고속도로로 진출입 불가 |      |
| 상완 교차로             | 상완길                                                  | 광주광역시 |                            |      |
| 수완교                  | 광주광역시도 제85호선 (임방울대로)                      | 광주광역시 |                            |      |
| 비아육교                |                                                         | 광주광역시 |                            |      |
| 광산 교차로 광산 나들목 | 25호선 호남고속도로 국도 제13호선 (사암로) (첨단과기로) | 광주광역시 |                            |      |
| 도천 교차로             | 비아로                                                  | 광주광역시 |                            |      |
| 비아정류소              |                                                         | 광주광역시 |                            |      |
| 아산 교차로             | 비아중앙로                                              | 광주광역시 |                            |      |
| 하서대로와 직결         |                                                         |            |                            |      |

## 주요 건물 및 시설
- 광주동운동우편취급국 (광주광역시 북구 북문대로 2)
- 운암동시외버스정류장 (광주광역시 북구 북문대로 48)
- 광주문화예술회관 (광주광역시 북구 북문대로 60)
- 광주신일지역아동센터 (광주광역시 북구 북문대로 70)
- 광주북구운암도서관 (광주광역시 북구 북문대로 118)
- 동림다목적체육관 (광주광역시 북구 북문대로 200)
- 동림119안전센터 (광주광역시 북구 북문대로 202)
- 광주광역시장애인종합복지관 (광주광역시 북구 북문대로 219)
- 동림동 행정복지센터 (광주광역시 북구 북문대로 236)
- 동운지구대 (광주광역시 북구 북문대로 240)